# Südliche Krokodilschleiche
Die Südliche Krokodilschleiche (Elgaria multicarinata) oder auch Südliche Alligatorschleiche ist eine Art der Krokodilschleichen (Gerrhonotinae). Sie bewohnt im westlichen Nordamerika primär lichte Wälder und ernährt sich hauptsächlich von Insekten. Die Kopf-Rumpflänge der Südlichen Krokodilschleiche beträgt circa 18 Zentimeter, hinzu kommt ein doppelt so langer Schwanz.

## Merkmale

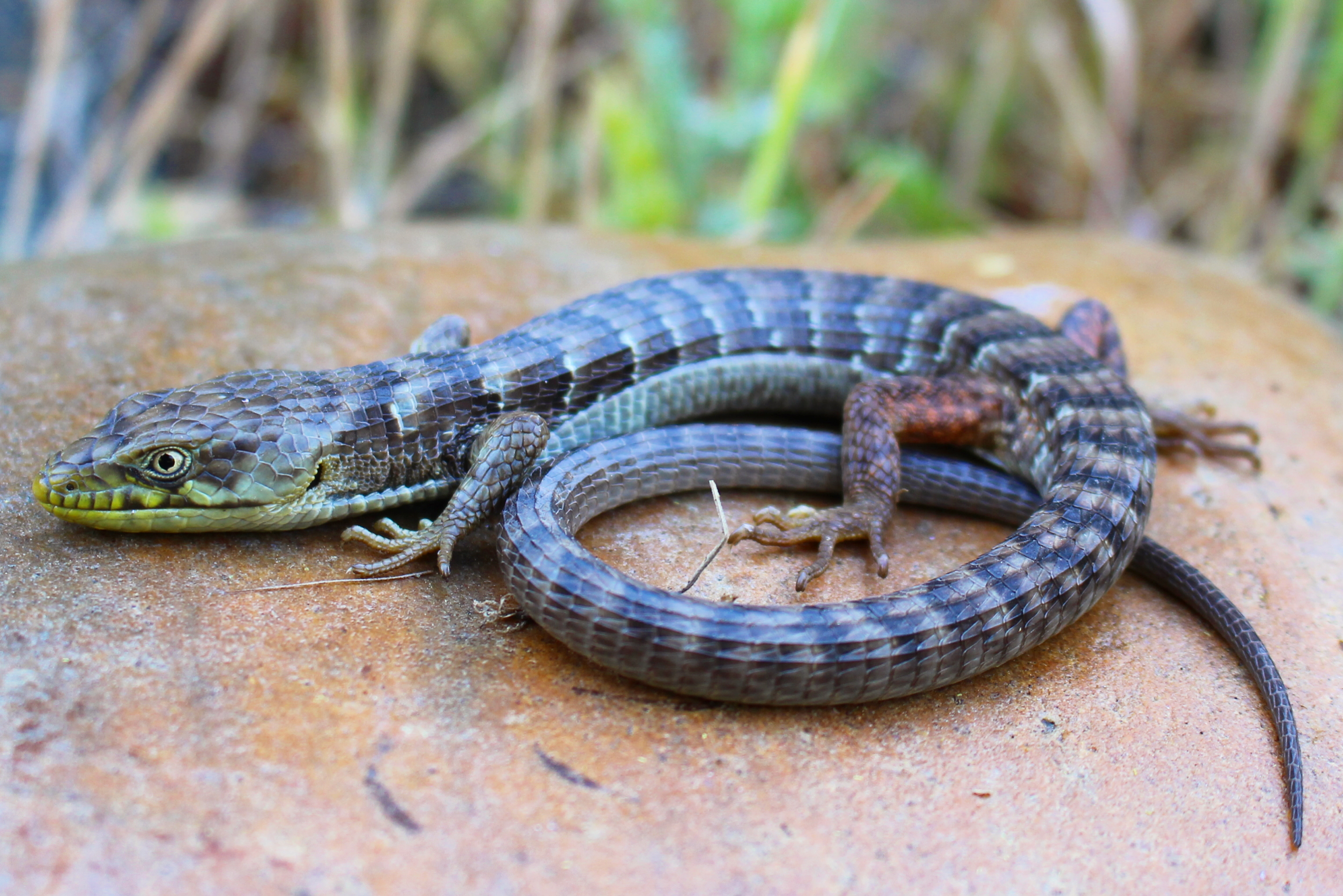
Südliche Krokodilschleiche, variable Färbung

Wie bei allen Krokodilschleichen sind die Rückenschuppen groß und hart. Die Grundfarbe ist variabel und reicht von grau über braun bis gelblich, der Bauch ist hell. Über den Rücken laufen 9 bis 13 dunkle Querbänder mit weißen Flecken. Auf dem Rücken können sich auch rötliche, braune oder gelbliche Flecken befinden. Die Augen sind um die Pupille gelblich. Weibchen zeigen einen massigeren Körperbau als Männchen.
Über den Rücken von Jungtieren zieht sich ein breites, hellbraunes Band mit einigen schwarzen Sprenkeln, Flanken und Bauch sind graubraun bis dunkelbraun, mit weißen und schwarzen Flecken.

## Verbreitung

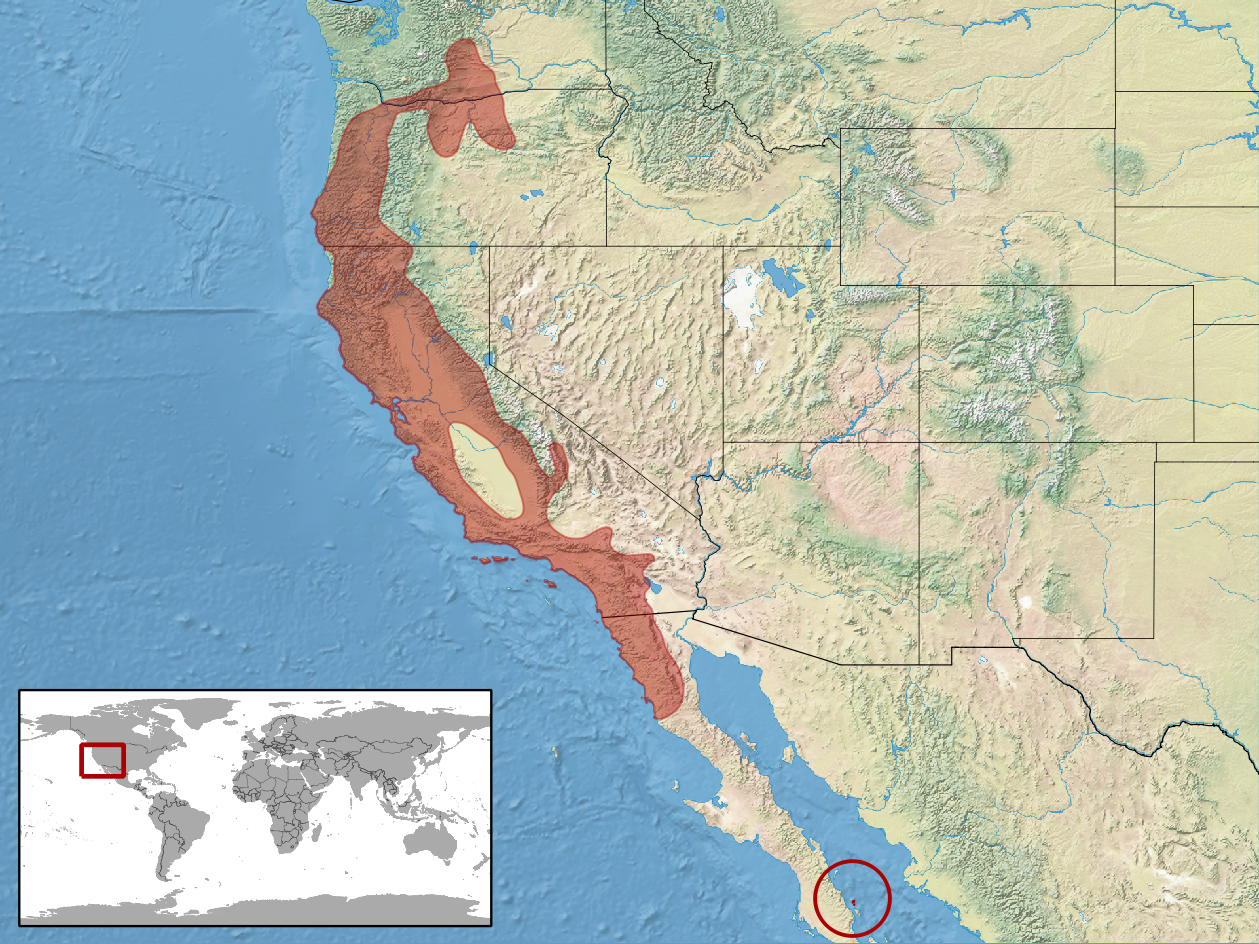
Verbreitungsgebiet

Die Südliche Krokodilschleiche lebt in den westlichen Gebiete der USA, vom südlichen Washington über Oregon und ganz Kalifornien bis ins nördliche Mexiko, von Meereshöhe bis in bergige Regionen in 1.500 Metern Höhe. Die westlichsten Vorkommen finden sich an der Sierra Nevada-Gebirgskette. Sie kommen auch auf etlichen der kalifornischen Kanalinseln vor. Für San Miguel Island zum Beispiel ist durch pleistozäne Fossilien eine natürliche Besiedlung belegt, auf San Nicolas Island etwa ist Einführung durch menschlichen Einfluss wahrscheinlicher. Die Art bewohnt zahlreiche Habitate wie lichte Wälder, Gebiete mit lichter Vegetation, Graslandschaften, Parks und Gärten, sowie feuchte, bewachsene Gebiete an Gewässern.

## Lebensweise

### Allgemeines
Südliche Krokodilschleichen sind tagaktiv und meist in niedriger Vegetation, unter Steinen und Altholz oder am Boden zu finden. Der lange Schwanz wird als Kletterhilfe genutzt. Sie ernähren sich hauptsächlich von Insekten und Spinnentieren und erbeuten gelegentlich auch kleinere Reptilien, Kleinsäuger, nestjunge Vögel und Eier. Südliche Krokodilschleichen halten Winterruhe. Fressfeinde sind die meisten größeren Beutegreifer, unter anderem die Wüsten-Nachtschlange (Hypsiglena torquata).

### Fortpflanzung

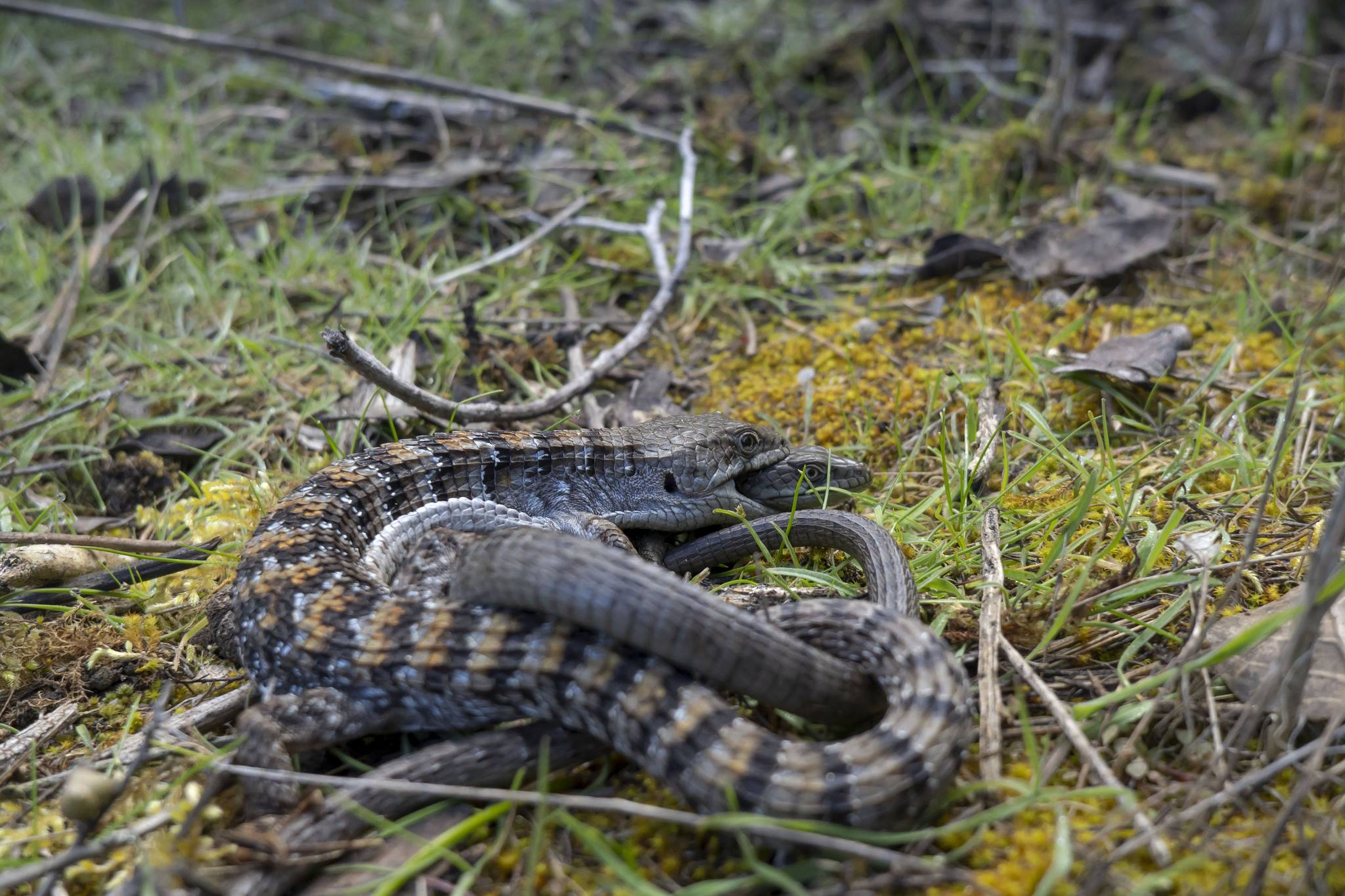
Südliche Krokodilschleiche, Paarung

Es handelt sich um eine eierlegende (ovipare) Art. Die Männchen sind nach der Winterruhe in Paarungsbereitschaft; dies ist laut Beobachtungen in Terrarien durch intensives Züngeln, Zittern und abgehackte Bewegungen erkennbar. Bei der Paarung verbeißen sich die Männchen ausdauernd in den Nacken des Weibchens. In der Folge legen die Weibchen 2–3 Gelege mit 1–41, im Durchschnitt 12 Eiern, in eine selbstgegrabene Höhle oder unter Geröll. Für ein Weibchen in Gefangenschaft wurde eine Tragezeit von 60 Tagen angegeben. Die Inkubationsdauer betrug ebenfalls 60 Tage, bei einem weiteren Tier betrug sie 40 Tage. Es wurde auch von drei Weibchen berichtet, welche ihre Gelege zusammen unter einem einzelnen flachen Stein legten. Die weiblichen Südlichen Krokodilschleichen verteidigen ihre Gelege aggressiv mit Bissen. Die Jungtiere erreichen die Geschlechtsreife wahrscheinlich nach 2 Jahren.

## Systematik
Traditionell werden 5 Unterarten (multicarinata, scincicauda, webbii, nana, ignava) unterschieden, welche anhand des Habitus kaum zu unterscheiden sind. Meist ist der Fundort bei der Bestimmung ausschlaggebend. Eine phylogeopraphische Studie zweifelt an der Gültigkeit der Unterarten.

## Bestand
Der Bestand geht lokal zurück, wird jedoch auf insgesamt mehr als 100.000 Exemplare geschätzt. Daher stuft die Rote Liste gefährdeter Arten der IUCN die Südliche Krokodilschleiche als  (=least concern – nicht gefährdet) ein. Die immer häufiger werdenden Waldbrände in Südkalifornien haben negativen Einfluss auf die Bestände der Südlichen Krokodilschleiche, vor allem durch Verlust und Austrocknen der von den Echsen bevorzugten, feuchten und dicht bewachsenen Habitate.